# Justine Cathrine Rosenkrantz
Justine Cathrine Rosenkrantz, (1659-1746) var en dansk baronesse og spion. Hun var datter af stiftsamtmand Ludvig baron Rosenkrantz og Karen Axelsdatter Movat.

## Spionen
Omkring 1680 blev hun hofjomfru hos den reformerte dronning Charlotte Amalie. Dronningens modstandere, herunder kongens elskerinde Sophie Amalie Moth, havde under påskud af, at det var usømmeligt, at Dronningen kun var omgivet af damer fra sit eget trossamfund fået gennemtrumfet ansættelsen af den lutherske jomfru Rosenkrantz. Hermed havde de sikret sig en spion i Dronningens omgivelser.
Justine Cathrine har efter sigende været det helt rette valg til denne opgave, for som G.L. Wad skrev i Dansk biografisk leksikon: "Man vil næppe kunne finde en til så hæslig en rolle mere egnet kvinde; med et stygt ydre forbandtes hun med mange slette egenskaber; hun skildres som en nederdrægtig person, indbilsk og uforskammet i sin optræden mod Dronningen, der i 19 år måtte tåle hende om sig, før hun befriedes for hende."

## Morderen
Det var dog ikke hendes rolle som spion, der til sidst bragte Justine Cathrine i uføre. Der var derimod kærligheden. En kammerjunker ved Dronningens hof, Friedrich Emanuel von Kötschau havde vist hende sådan opmærksomhed, at hun troede at have erobret hans hjerte. Men han vendte sin interesse mod en anden hofdame, kammerjomfru Anna Emilie von Dalwig. Justine Cathrine Rosenkrantz blev aldeles rasende, hvorfor hun fattede tanke om at myrde sin rivalinde.
Efter et par måneder bragte hun planen til udførelse, da hun kom rottegift i jomfru Dalwigs rissuppe (17. marts 1699). Jomfru Dalwig blev meget syg, men overlevede dog mordforsøget. Justine Cathrine foregav stor medfølelse, men hendes forbrydelse blev dog snart opdaget. Hun blev ved en kommissionsdom 17. april dømt til døden. Kongen formildede hendes straf til livsvarigt fængsel på Hammershus, der senere ændredes til tvungent ophold i Rønne, hvor hun døde og blev begravet 1. august 1746, 87 år gammel.
Det siges, at hun til det sidste bevarede sin stolthed; "orgueil de Lucifer".